# Anges d'Afrik
Anges d'Afrik est un groupe français d'afrobeat. Influencé par des rythmes dance, RnB, zouk et africains (coupé-décalé et ndombolo), le groupe est composé de Stone Warley, Manolo, Keva Keva et Charnel Playboy.

## Histoire
Formé en 2005, les Anges d'Afrik proposent un nouvel univers musical, qu'ils nomment eux-mêmes « L'Afro-Pop », un style hybride, mélange de zouk, RnB, coupé-décalé et ndombolo. La musique des Anges d’Afrik se veut le reflet des personnalités de chaque membre et des influences musicales de chacun. Ils veulent exprimer et faire ressentir leurs particularités.
En 2009, ils s'imposent sur le devant de la scène avec leur titre Dorloter classé 12e au classement officiel des discothèques, durant de nombreuses semaines. Après ce premier succès, ils multiplient les apparitions sur les scènes parisiennes et nationales avec notamment une prestation remarquée lors du Latin All Star organisé par la radio Latina en mars 2010.
En 2010, ils sortent un nouveau titre novateur écrit et composé par le groupe lui-même Zekete Zekete.

## Distinctions
Le groupe remporte le prix de la « meilleure chanson tribale » pour Zekete zekete lors des Afrotainment Museke Awards, et Jeff Attiogbe (Togo), qui a réalisé le clip de la même chanson, est nommé dans la catégorie « meilleur réalisateur de vidéo ».

## Projets solo
Les membres du groupe ont participé à leurs propres projets musicaux. En 2014, Stone Warley participe au single Hum Connection crédité à Lee Mashup en featuring avec Stone Warley and Co. Le single devient populaire dans les boîtes de nuit françaises et se classe au SNEP, le classement officiel des singles français atteignant la 59e place.

## Discographie

### Singles
- 2008 : Afrikan Free Style (feat Jessy Matador)
- 2009 : Dorloter
- 2010 : Zekete Zekete
- 2011 : Danse pour moi
- 2012 : Nalingi Ye
- 2013 : Mata Na Yo